# La Center (Kentucky)
La Center é uma cidade localizada no estado americano de Kentucky, no Condado de Ballard.

## Demografia
Segundo o censo americano de 2000, a sua população era de 1038 habitantes.
Em 2006, foi estimada uma população de 1030, um decréscimo de 8 (-0.8%).

## Geografia
De acordo com o United States Census Bureau tem uma área de
2,0 km², dos quais 2,0 km² cobertos por terra e 0,0 km² cobertos por água. La Center localiza-se a aproximadamente 131 m acima do nível do mar.

## Localidades na vizinhança
O diagrama seguinte representa as localidades num raio de 16 km ao redor de La Center.